# Craspedortha
Craspedortha is een geslacht van vlinders uit de onderfamilie Smerinthinae van de familie pijlstaarten (Sphingidae).

## Soorten
- Craspedortha porphyria (Butler, 1876)